# The Ultimate Fighter: Team Hughes vs. Team Serra Finale
The Ultimate Fighter: Team Hughes vs. Team Serra Finale, também conhecido como The Ultimate Fighter 6 Finale, foi um evento de  artes marciais mistas promovido pelo Ultimate Fighting Championship, ocorrido em 8 de dezembro de 2007 no The Pearld at the Palms. O evento apresentou a final do The Ultimate Fighter: Team Hughes vs. Team Serra com lutadores na categoria de Meio Médios, assim como a luta entre Roger Huerta e Clay Guida.

## Resultados
Nota 1 Final do The Ultimate Fighter 6 no peso-meio-médio.

## Bônus da Noite
- Luta da Noite:  Roger Huerta vs. Clay Guida e  War Machine vs.  Jared Rollins
- Nocaute da Noite:  War Machine
- Finalização da Noite:  Matt Arroyo

## Bolsas
- Roger Huerta ($38,000) der. Clay Guida ($11,000)[3]
- Mac Danzig ($16,000) der. Tommy Speer ($8,000)
- Jon Koppenhaver ($16,000) der. Jared Rollins ($8,000)
- George Sotiropoulos ($16,000) der. Billy Miles ($8,000)
- Ben Saunders ($16,000) der. Dan Barrera ($8,000)
- Troy Mandaloniz ($16,000) der. Richie Hightower ($8,000)
- Matt Arroyo ($16,000) der. John Kolosci ($8,000)
- Roman Mitichyan ($16,000) der. Dorian Price ($8,000)
- Jonathan Goulet ($14,000) der. Paul Georgieff ($8,000)